# 瓦格纳学院

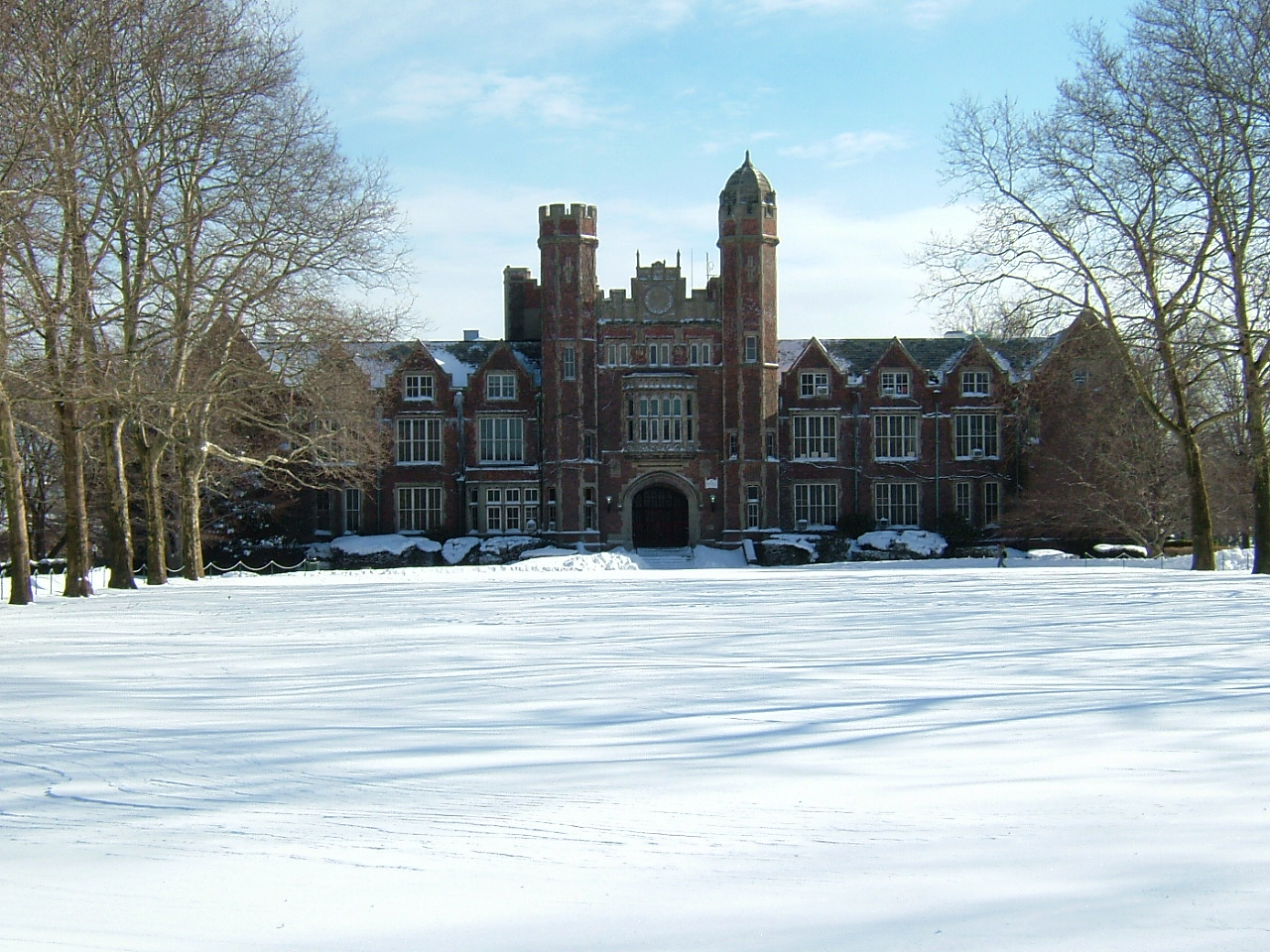
冬季的校园主楼

瓦格纳学院（Wagner College）是位于纽约市史泰登岛上的一所文理学院，创设于1883年。创始时学校位于纽约州的罗切斯特，于1918年搬到现址。
该校在《美国新闻与世界报道》的北方地区排名中排到第28名。